# Lothar Grisebach
Lothar Grisebach (* 20. Juli 1910 in Jena; † 6. September 1989 in Hilchenbach) war ein deutscher Physiker, Lehrer und Maler.

## Leben
Lothar Grisebach wurde 1910 in Jena geboren. Er war das älteste Kind von fünf Kindern des Philosophen Eberhard Grisebach (1880–1945) und dessen Ehefrau Charlotte Grisebach geborene Spengler (1890–1974). Den größten Teil seiner Kindheit und Jugend, von 1915 bis zum Abitur 1928, verbrachte er bei seinen Großeltern mütterlicherseits, dem Lungenarzt Lucius Spengler (1858–1923) und dessen Gattin Helene Spengler geborene Holsboer (1870–1943) in Davos/Schweiz. Grisebach absolvierte ein Studium der Physik. Seine im Herbst 1934 abgeschlossene Berliner Dissertation trägt den Titel Der Polarisationsgrad der Fluoreszenz viskoser Farbstofflösungen bei Anregung in verschiedenen Absorptionsgebieten. Im Alter von 27 Jahren entschied er sich für ein Künstlerdasein; Aber erst nach Ende des Zweiten Weltkrieges schien seine Chance für eine eigenständige künstlerische Tätigkeit gegeben.

## Werk
2016 veranstaltete die Stadt Hilchenbach in Erinnerung an den Maler eine Ausstellung diverser seiner Bilder im Stadtmuseum in der Wilhelmsburg.
Zu seinen bekanntesten Werken zählt das Aquarell Marktplatz Hilchenbach, welches u. a. den ehemaligen Hilchenbacher Stadtdirektor Hans Christhard Mahrenholz zeigt. Das Bild, welches der ehemalige Kunstlehrer am Jung-Stilling-Gymnasium 1984/1985 erstellt hat, wurde zwischen 2017 und 2019 im Ratssaal der Stadt Hilchenbach ausgestellt. Es wurde im Zuge des sogenannten „Bilderstreits“ im April 2019 zwischenzeitlich aus dem Ratssaal entfernt und später wieder der Öffentlichkeit zugänglich gemacht.
Das Selbstporträt (1976) des Malers gibt einen Einblick in sein Leben: Ein Bücherschrank und Gemälde befinden sich im Hintergrund, rechts von ihm stehen Leinwände.

## Schriften
Grisebach veröffentlichte auch diverse Bücher. Darunter als Herausgeber auch ein Werk über seinen Vater Eberhard Grisebach mit dem Titel Maler des Expressionismus im Briefwechsel mit Eberhard Grisebach. Des Weiteren findet sich unter Grisebachs Werken einer der wichtigsten und meistzitierten Quellenschriften zu Leben und Werk des Malers Ernst Ludwig Kirchner. Ernst Ludwig Kirchners Davoser Tagebuch wurde 1968 erstmals von Grisebach herausgegeben und später von seinem Sohn Lucius Grisebach, dem Direktor der Kunsthalle Nürnberg, in einer neuen Edition veröffentlicht.